# William Buckels

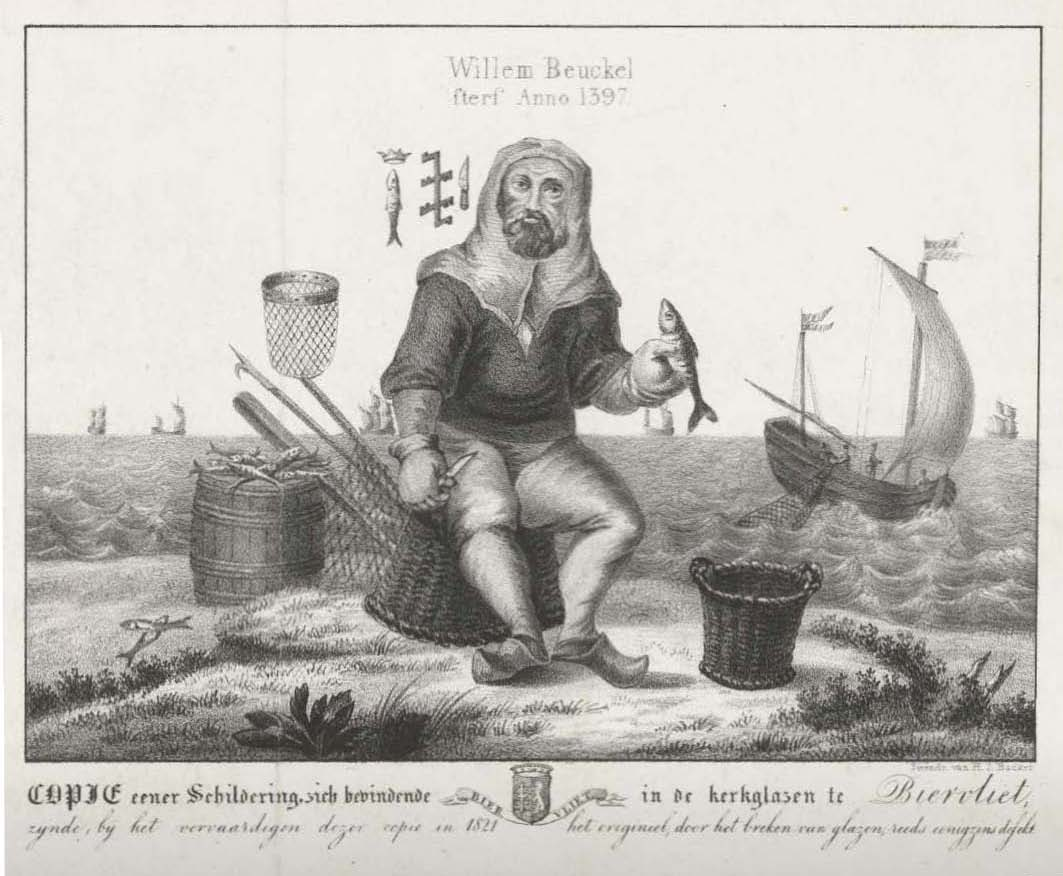
Litografía de 1821 mostrando a Buckels. Obra de Hilmar Johannes Backer en vidrio estañado para la ventana de la Iglesia de Biervliet.

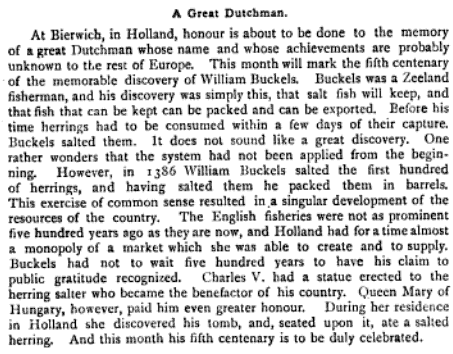
Artículo sobre Buckels en la página 4 de la edición del 9 de septiembre de 1886 del Pall Mall Budget (núm. 937, vol. XXXIV) conmemorando el quinto centenario de su invención

William Buckels (? - 1347 o 1397) también conocido como Willem Beuckel, Willem Beuckelsz  o William Buckelsson, y a veces Willem Bueckelszoon fue un pescador pseudomítico del siglo XIV. 
Era natural de Biervliet, Zelanda, de la que consta como escabino en 1312 en el único hecho biográfico seguro. Su descubrimiento de un proceso para la preservación el arenque supuso una revolución marinera en el mar del Norte y fue una de las causas del desarrollo naval de los Países Bajos.

## Invención
El proceso que Buckels inventó se denomina gibbing. Las agallas y parte del esófago del pez se extraen para eliminar el sabor amargo mientras que el hígado y el páncreas se mantienen en el pez durante el curado con sal, liberando enzimas que dan sabor al pez. Después de la extracción de las agallas se almacena en barriles con una proporción de sal a arenque de 1:20. 
Aunque el uso del salazón era ya conocido en el mar del Norte, el proceso de limpiado de Buckels y el desarrollo como actividad industrial a gran escala supuso una innovación en la pesca del arenque. En 1386 William Buckels saló y empaquetó en barriles el primer centenar de arenques, en lo que fue el primer paso al dominio neerlandés del mercado.

## Legado
Tras su descubrimiento, los neerlandeses empezaron a construir barcos para transportar el arenque salado a mercados de exportación mercados, impulsando la tradición marinera de la región. Holanda y especialmente Ámsterdam, fueron "construidas sobre huesos de arenque", acumulando riquezas gracias a la pesca y su capacidad de exportar el producto a través del proceso de Buckel.

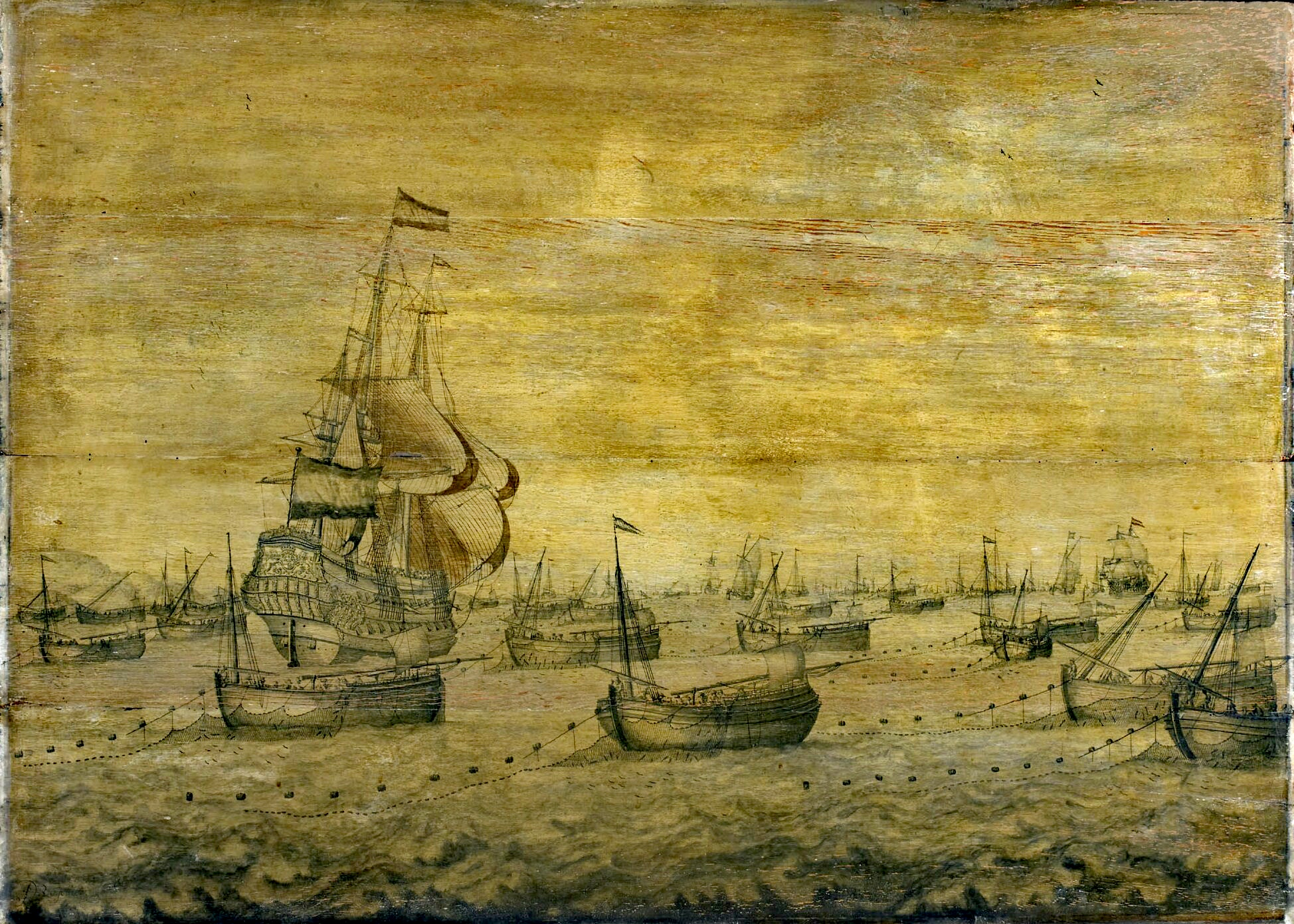
La flota del arenque holandesa (c. 1656 a 1730), por Pieter Vogelaer

Buckels ha sido considerado un héroe nacional neerlandés por ello. Su fama era ya significativa en el siglo XVI, cuando el emperador Carlos V, conde de Holanda y Zelanda, y sus hermanas María de Hungría y Leonor de Austria visitaron su tumba en Biervliet. La localidad había devenido en un epicentro de la industria del arenque, constando atribuciones al papel de Buckels desde dicha visita.
El poeta del siglo XVII Jacob Cats le rindió homenaje en su Tachentig jarig leven. A principios del siglo XIX, el también poeta Jean-Baptiste Camberlyn le dedicó su poema Buckelingii genio.
Otra muestra de su fama pseudomítica se ve en el error de 1807 de la obra inglesa The Naturalist's Cabinet, que le atribuía ser el origen del término inglés pickle (preservado en vinagre). Pese a ello, el Oxford English Dictionary traza el término a palabras del neerlandés medio como pēkel o pēkele sin mencionar a Buckels.
Transcrito como Willem Bueckelszoon según la ortografía moderna, la Junta de Turismo y Convenciones le dedicó el 9 de septiembre de 1886 un artículo en el Pall Mall Budget conmemorando el quinto centenario de su descubrimiento de que "la sal preservará el pescado y el pescado puede ser empaquetado para la exportación".
En 2005 fue elegido en el programa De grootste Nederlander como uno de los neerlandeses más grandes de todos los tiempos, terminando en la posición 157.